# Союз ТМА-19М
«Союз ТМА-19М» — транспортний пілотований корабель, запущений 15 грудня 2015 року. Політ до міжнародної космічної станції, під час котрого доставлено трьох учасників експедиції МКС-46/47. Це 126-й пілотований політ корабля «Союз» (модифікація ТМА-М), перший політ котрого відбувся у 1967 році. Тривалість перебування на орбіті склала 186 діб, корабель повернувся на Землю 18 червня 2016.

## Екіпаж
- (ФКА) Юрій Маленченко (6-й космічний політ) — командир екіпажу[2];
- (НАСА) Тімоті Копра (2) — бортінженер № 1;
- (ЕКА) Тімоті Пік (1) — бортінженер № 2.

## Дублери
- (ФКА) Анатолій Іванишин (2-й космічний політ) — командир екіпажу;
- Японія (JAXA) Такуя Онісі (1) — бортінженер;
- (НАСА) Кетлін Рубенс (1) — бортінженер.

## Основні завдання польоту
- Виведення на ТПК «Союз ТМА-19М» членів екіпажу МКС-46/47 на орбіту та стикування з МКС;
- Робота екіпажу за програмою МКС-46/47;
- Розстикування ТПК «Союз ТМА-19М» від МКС та повернення членів екіпажу МКС-46/47 на Землю.

## Етапи місії

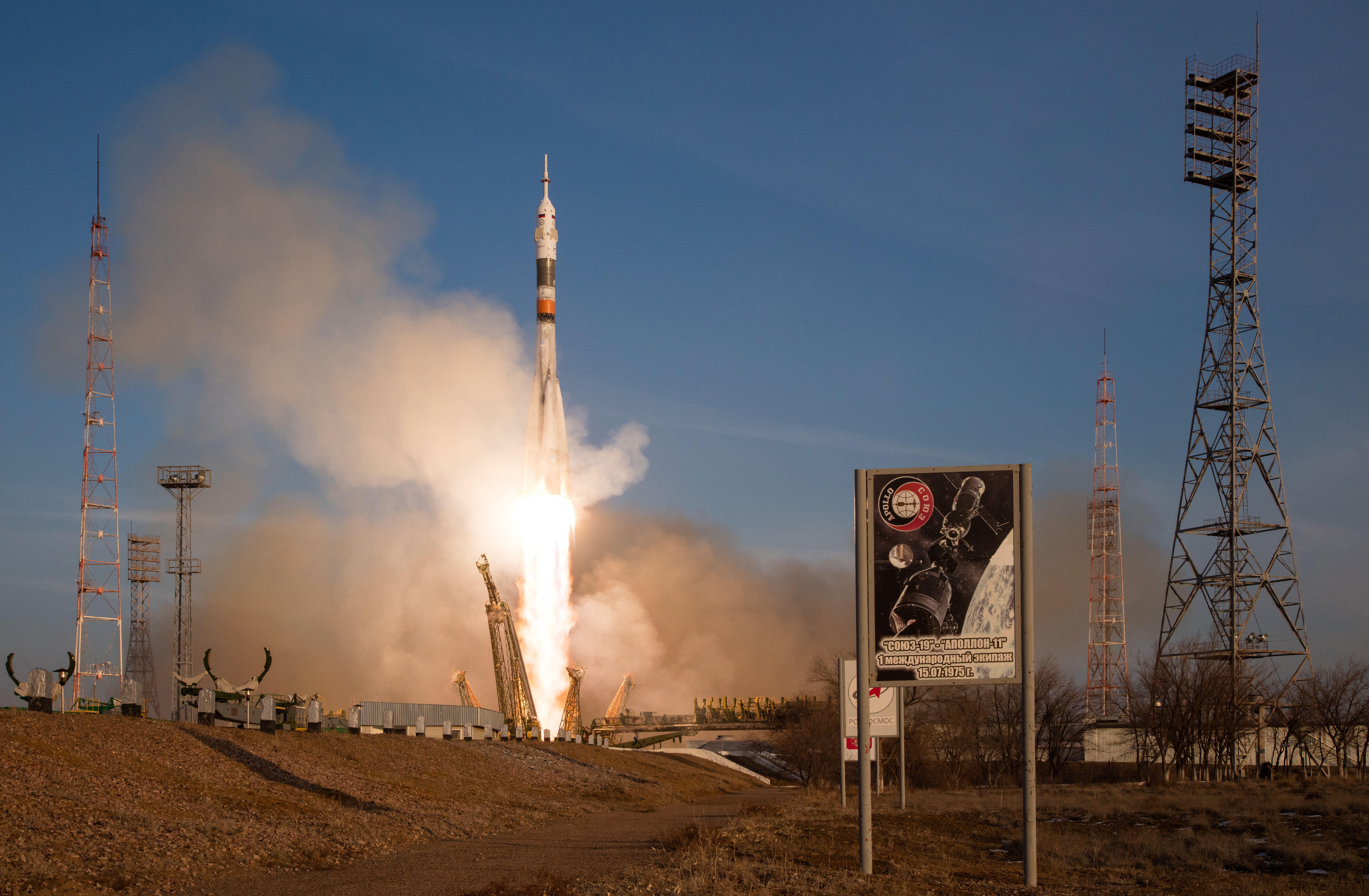
Старт «Союз ТМА-19М» з Байконуру

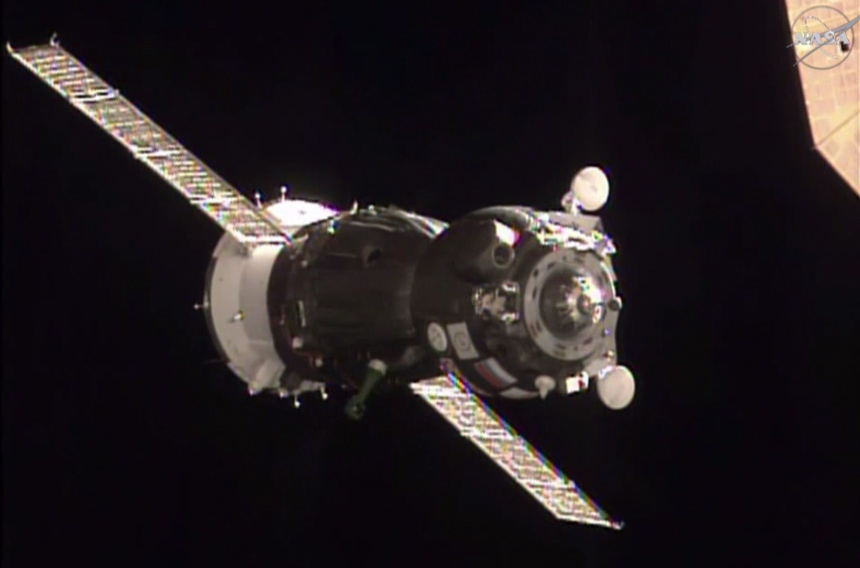
Стикування «Союз ТМА-19М» з МКС, 15.12.2015

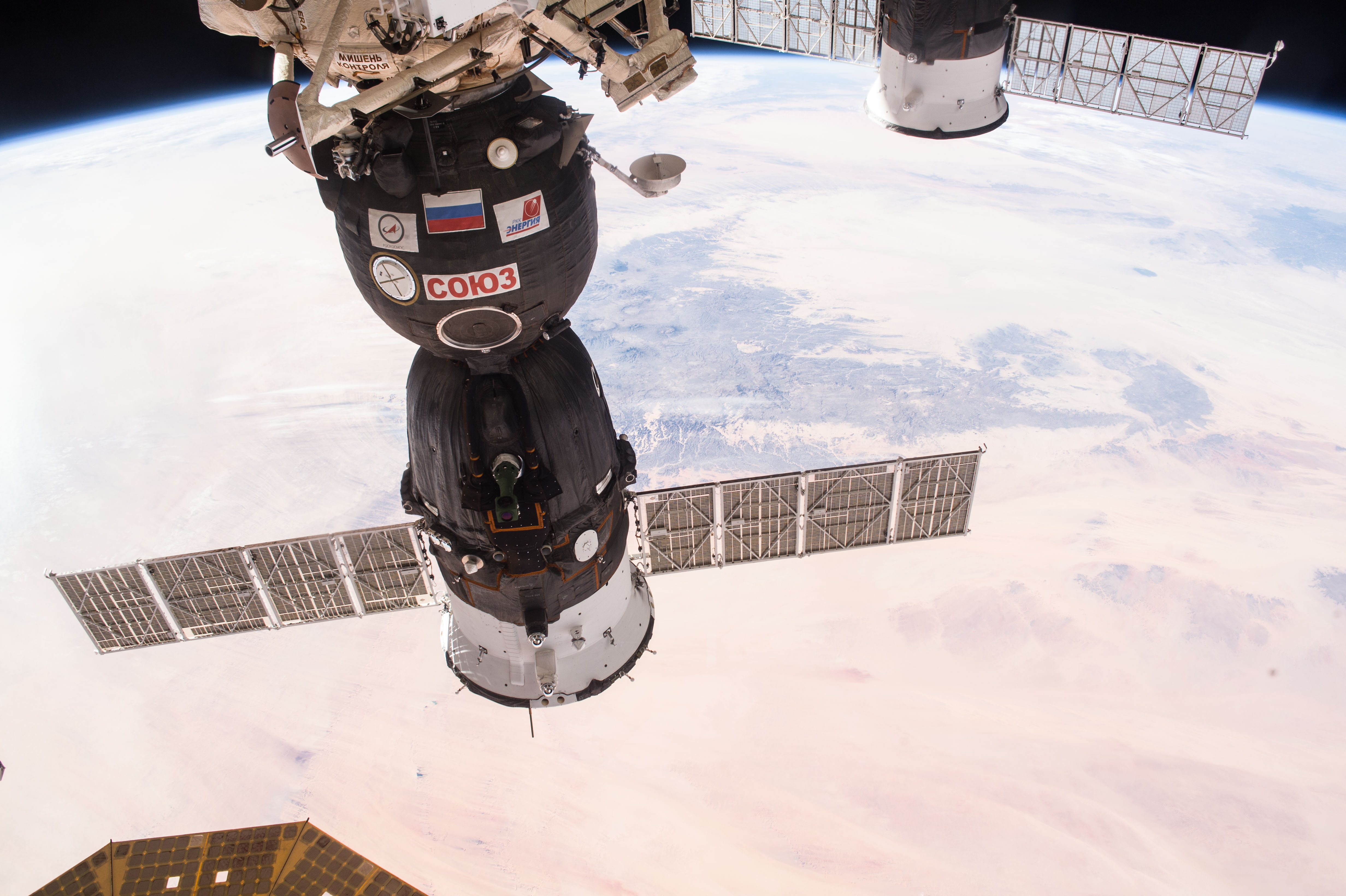
Пристикований до МКС «Союз ТМА-19М», 3.01.2016

15 грудня 2015 року в 11:03:10 (UTC) ракета-носій Союз-ФГ із траспортним пілотованим кораблем «Союз ТМА-19М» успішно стартувала зі стартового комплексу майданчика № 1 («Гагарінський старт») космодрому Байконур (Казахстан). Підліт до МКС було здійснено за короткою шестигодинною схемою, стикування відбулося о 17:33 (UTC) до модуля «Рассвєт» МКС. Зближення відбувалося в автоматичному режимі, проте на завершальному етапі, через збій автоматичного управління, було завершено командиром корабля Ю. Маленченком у ручному режимі.
18 червня 2016 року о 5:52 (UTC) після 186 діб роботи на орбіті корабель «Союз ТМА-19М» відстикувався від МКС. Успішна посадка відбулася цього ж дня о 09:15 (UTC) в казахстанському степу.